# Астраханская государственная филармония
Астраханская государственная филармония — концертное учреждение в городе Астрахань, Российская Федерация.

## История
2 апреля 1937 года было принято Постановление Президиума Астраханского городского Совета о создании краевого отделения филармонии. В Астрахани впервые была создана государственная концертная организация на базе симфонического оркестра, которым руководил скрипач, педагог и дирижёр Г. С. Цейхенштейн.
1939 — отделение филармонии было переименовано в Госэстраду, 1944 — в Астраханскую государственную филармонию.
1958 — народная актриса СССР М. П. Максакова на торжественном вечере, посвящённом 400-летию Астрахани, озвучила мысль о необходимости открытия нового концертного зала для филармонии. Первое здание филармонии находилось на ул. Кирова (снесено в 60-е годы).
1965 — завершилось строительство концертного зала и пристройки к историческому зданию по ул. М. Гвардии, которое было передано Астраханскому музыкальному училищу, а большой концертный зал музыкального училища был передан Астраханской областной филармонии. Этим обусловлено минимальное количество служебных помещений в здании филармонии.
За время работы концертного зала на его сцене выступали:
- Ф. И. Шаляпин
- С. Т. Рихтер
- М. Л. Ростропович
- Д. Ф. Ойстрах
- В. А. Третьяков
- И. К. Архипова

Оркестры, хоры:
- Симфонический оркестр России
- Квартет имени Бородина
- Государственный академический русский хор имени А. В. Свешникова
- Государственный академический русский народный хор имени М. Е. Пятницкого
- Кубанский казачий хор

1992 — концертному залу филармонии было присвоено имя выдающейся певицы М. П. Максаковой.
1995 — из стен филармонии выходит «Музыкальный театр», который был объединён 1984 году. Сегодня это — Астраханский государственный театр оперы и балета.

## Коллективы филармонии
- Оркестр русских народных инструментов им. В. Махова[3]
- Эстрадно-джазовый оркестр[4]
- Камерный оркестр[5]
- Камерный хор[6]
- Ансамбль под управлением М. Гейфмана
- Квартет «Скиф»
- «Отрада»